# Ligne de Vireux-Molhain à la frontière belge vers Mariembourg
La ligne de Vireux-Molhain à la frontière belge vers Mariembourg était une courte ligne ferroviaire française à voie unique et à écartement normal, permettant le raccordement des chemins de fer français et belges qui la prolongeaient par la ligne de Charleroi-Sud à Treignes et la frontière française (ligne 132).
Elle constituait la ligne no 200000 du réseau ferré national.

## Histoire
Dans les années 1830, Monsieur Lebon et compagnie demandent la concession d'une ligne de chemin de fer « entre la frontière de Belgique et Vireux-sur-Meuse » en prolongement d'un chemin de fer en provenance de Charleroi. La ligne leur est concédée par une ordonnance royale le 8 mars 1845. La compagnie doit construire et mettre en service la ligne dans les quatre ans suivant la publication de l'ordonnance. Ce délai est prorogé jusqu'au 31 décembre 1854 par un décret le 25 février 1852.
Cette courte ligne, prolongée par la ligne belge 132, est construite par la compagnie belge de l'Entre Sambre et Meuse, qui en laisse l'exploitation à la Compagnie du Grand Central belge. Cette dernière l'ouvre à l'exploitation le 28 avril 1862.
Par un traité signé, le 9 avril 1897, entre la Compagnie du chemin de fer entre Sambre et Meuse et la Compagnie des chemins de fer de l'Est, puis par une convention signée, le 12 avril suivant, entre le ministre des Travaux publics et la Compagnie des chemins de fer de l'Est, la ligne est incorporée au réseau de cette dernière compagnie. L'ensemble de ces dispositions est approuvé par une loi le 12 février 1898. Cette reprise est toutefois conditionnée au rachat par l'État belge de la ligne en prolongement située sur son territoire.
Elle est reprise par l'État belge, le 1er janvier 1897, pour la revendre à la Compagnie des chemins de fer de l'Est. Néanmoins l'État belge y conserve le monopole du service voyageurs et du trafic de transit.

## Caractéristiques

### Tracé
La ligne quitte la gare de Vireux-Molhain, en direction du nord-est, en parallèle avec la ligne de Soissons à Givet dont elle se débranche par une courbe sur la gauche, avant le Viroin qu'elle traverse sur un pont en biais. Puis elle suit la rive gauche en direction de l'ouest jusqu'à l'entrée est du tunnel de Mazée dont la sortie ouest est située sur la frontière entre la Belgique et la France, la voie se prolongeait par la ligne de Charleroi à la frontière française.

### Ouvrages d'art
Le « tunnel de Najauge », dit aussi « tunnel de Vireux » ou « tunnel de Mazée », long de 243 mètres est entièrement situé sur le territoire français avant la frontière.